# إنوسينت إميغارا
إنوسينت نكاسيوبي إميغارا (بالإنجليزية: Innocent Nkasiobi Emeghara)‏ (مواليد 27 مايو 1989) هو لاعب كرة قدم سويسري من أصل نيجيري ، يجيد اللعب في مركز الهجوم والجناح الهجومي الأيمن أو الأيسر ، ويلعب حاليًا لنادي سان خوسيه إرثكويكس الأمريكي.

## روابط خارجية
- إنوسينت إميغارا على موقع الاتحاد الدولي (مؤرشف)  (الإنجليزية)
- إنوسينت إميغارا على موقع الاتحاد الأوربي (الإنجليزية)
- إنوسينت إميغارا على موقع اتحاد تركيا (لاعب) (الإنجليزية)
- إنوسينت إميغارا على موقع الدوري الأمريكي (الإنجليزية)
- إنوسينت إميغارا على موقع قاعدة بيانات كرة القدم.إي يو (الإنجليزية)
- إنوسينت إميغارا على موقع ناشيونال فوتبول تيمز (الإنجليزية)
- إنوسينت إميغارا على موقع Soccerway.com (الإنجليزية)
- إنوسينت إميغارا على موقع عالم كرة القدم.نت (الإنجليزية)
- إنوسينت إميغارا على موقع أوليمبيديا (الإنجليزية)
- إنوسينت إميغارا على موقع AS.com (الإسبانية)

- Innocent Emeghara